# Perle (tàu ngầm Pháp) (1935)
Perle là một tàu ngầm thuộc phân lớp Saphir được chế tạo cho Hải quân Pháp vào giữa thập niên 1930. Tàu được hạ thủy vào tháng 7 năm 1935, và đưa ra hoạt động vào tháng 3 năm 1937. Perle phục vụ cho phe Đồng Minh trong Chiến tranh thế giới thứ hai. Vào ngày 8 tháng 7 năm 1944, trong khi trên đường trở về từ Hoa Kỳ sau một cuộc "tái trang bị", con tàu này bị đánh chìm bởi chiếc Fairey Swordfish thuộc tàu sân bay MV Empire MacCallum của lực lượng đồng minh vì bị nhìn nhầm là tàu ngầm U-boat của Đức Quốc xã.

## Thiết kế
Perle có chiều dài chung 66 m (216 ft 6 in), mạn thuyền rộng 7,1 m (23 ft 4 in) và tầm nước tối đa 4,3 m (14 ft 1 in). Trọng lượng choán nước tiêu chuẩn của nó là 773 t (761 tấn Anh) khi nổi, và 940 t (925 tấn Anh) khi lặn. Khi đi trên mặt nước, tàu được trang bị hai động cơ diesel Normand-Vickers với tổng công suất 1.300 bhp (969 kW). Khi đi ngầm dưới nước, tàu sử dụng hai động cơ điện 1,000 hp (746 kW). Dẫn động hai trục chân vịt đạt tốc độ tối đa 12 hải lý trên giờ (22 km/h; 14 mph) khi tàu nổi, và 9 hải lý trên giờ (17 km/h; 10 mph) khi tàu lặn. Khoang tàu chứa tối đa 97 t dầu diesel (95 tấn Anh; 15.200 st), cho phép có tầm xa hoạt động tối đa 7.000 hải lý (13.000 km; 8.100 mi) khi di chuyển ở tốc độ đường trường 7,5 kn (13,9 km/h; 8,6 mph) và cán mốc 4.000 hải lý (7.400 km; 4.600 mi) ở tốc độ 12 kn (22 km/h; 14 mph). Hệ thống động lực bằng điện cho phép vận hành con tàu với mức 80 hải lý (148 km; 92 mi) ở tốc độ tối đa 4 kn (7,4 km/h; 4,6 mph) khi lặn. Tàu Perle có khả năng lặn đạt độ sâu đến 80 m (262 ft). Thủy thủ đoàn tiêu chuẩn của tàu gồm tổng 42 sĩ quan và thủy thủ.
Các tàu thuộc lớp Saphir đều được trang bị ngư lôi và có khả năng rải mìn dưới nước kể cả khi đi ngầm. Loại thủy lôi Moored contact mines được tàu sử dụng chứa 220 kg (485 lb) thuốc nổ TNT, và độ sâu tiến công lên đến 200 mét (656 ft). Các quả mìn này được gắn ngoài thân tàu ngầm và được bọc trong một lớp vỏ có thiết kế dưới dạng thủy động lực học.

## Lịch sử hoạt động
Perle được đặt lườn vào năm 1931 tại Cảng quân sự Toulon ở Pháp, được hạ thủy vào tháng 7 năm 1935 và đưa ra hoạt động cùng hạm đội vào tháng 3 năm 1937. Từ tháng 11 năm 1942, sau Chiến dịch Bó đuốc, Perle gia nhập hạm đội của phe Đồng Minh và được điều động đến Dakar. Sau thời gian hoạt động, Perle đến Hoa Kỳ để thực hiện công việc bảo trì. Tàu Perle rời cảng vào ngày 26 tháng 6 năm 1944, sau khi neo tạm tại Newfoundland, con tàu tiếp tục hành trình đến hải cảng Dundee ở Scotland để tham gia các hoạt động quân sự ngoài khơi biển Na Uy. Đến ngày 8 tháng 7, Perle bị máy bay ném bom Fairey Swordfish thuộc phe Đồng Minh nhìn nhầm là tàu ngầm U-boat của Đức và bị đánh chìm ở tọa độ 55°27′B 30°50′T / 55,45°B 30,833°T. Khoảng 17 trong tổng số 42 thủy thủ vẫn còn sống sau khi tàu chìm, tuy nhiên chỉ có 1 người trong số họ được cứu vớt. Các thủy thủ thiệt mạng trên tàu Perle là những tổn thất về người cuối cùng của Hải quân Pháp trong suốt Thế chiến thứ II.

### Sách
- Fontenoy, Paul E. (2007). Submarines: An Illustrated History of Their Impact (Weapons and Warfare). Santa Barbara: ABC-CLIO Publishing. ISBN 978-1-85109-563-6.
- Moulin, Jean (October–November 2022). "Les sous-marins mouilleurs de mine type Saphir" [The Saphir-Class Minelaying-Submarines]. Navires & Histoire (bằng tiếng Pháp). số 133. tr. 88–95. ISSN 1280-4290.